# 南院慧顒

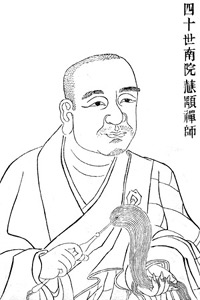
南院慧顒

南院慧顒（なんいん えぎょう）は、晩唐から五代十国時代にかけて活動した臨済宗の禅匠。臨済下3世。

## 人物
大中14年（860年）、河北にて生まれる。興化存奨の法を継ぎ、汝州の宝応禅院南院の住持となった。そのため、宝応慧顒（寶應慧顒）とも呼ばれる。宗統編年によれば長興元年（930年）に示寂。法嗣に風穴延沼がおり、その法を後代に伝えた。その語録として汝州南院禅師語要があったと伝わる。『景徳伝灯録』巻12がその事績を伝える。